# Impunidad

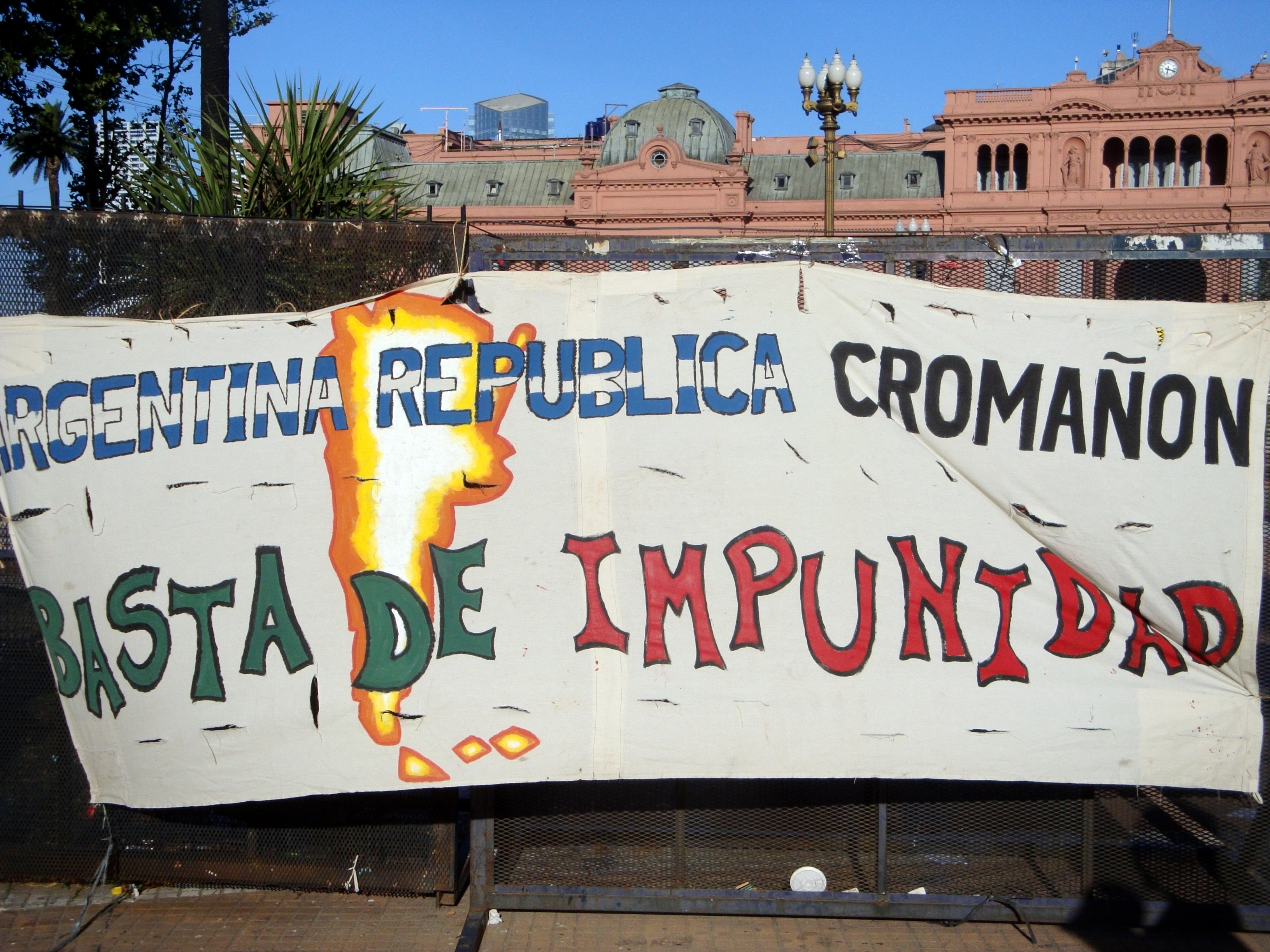
Protesta en Argentina respecto a los responsables por la Tragedia de Cromañón.

El término impunidad refiere a una excepción de castigo o escape de la sanción que implica una falta o delito.
En el derecho internacional de los derechos humanos, se refiere a la imposibilidad de llevar a los violadores de los derechos humanos ante la justicia y, como tal, constituye en sí misma una negación a sus víctimas de su derecho a ser reparadas. La impunidad es especialmente común en países que carecen de una tradición del imperio de la ley, sufren corrupción política o tienen arraigados sistemas de mecenazgo político, o donde el poder judicial es débil o las fuerzas de seguridad están protegidas por jurisdicciones especiales o inmunidades.

## Concepto
El Conjunto de principios para la protección y la promoción de los derechos humanos mediante la lucha contra la impunidad, promulgado por la comisión de Derechos Humanos de las Naciones Unidas el 8 de febrero de 2005. define la impunidad como:

La inexistencia, de hecho o de derecho, de responsabilidad penal por parte de los autores de violaciones, así como de responsabilidad civil, policíaca, administrativa o disciplinaria, porque escapan a toda investigación con miras a su inculpación, detención, procesamiento y, en caso de ser reconocidos culpables, condena a penas apropiadas, incluso a la indemnización del daño causado a sus víctimas.

El primer principio del mismo documento establece que:

La impunidad constituye una infracción de las obligaciones que tienen los Estados de investigar las violaciones, adoptar medidas apropiadas respecto de sus autores, especialmente en la esfera de la justicia, para que las personas sospechosas de responsabilidad penal sean procesadas, juzgadas y condenadas a penas apropiadas, de garantizar a las víctimas recursos eficaces y la reparación de los perjuicios sufridos de garantizar el derecho inalienable a conocer la verdad y de tomar todas las medidas necesarias para evitar la repetición de dichas violaciones.

## Impunidad y derechos humanos
Las comisiones de la verdad y reconciliación son frecuentemente establecidas por naciones que vienen saliendo de periodos marcados por las violaciones a los derechos humanos —golpes de Estado, dictaduras militares, guerras civiles, etc.— con el fin de esclarecer los eventos del pasado. Si bien este tipo de mecanismos pueden ayudar en el procesamiento final de los crímenes y el castigo de los culpables, a menudo han sido criticados por la perpetuación de la impunidad al permitir que los infractores busquen la protección en las leyes de amnistía que hayan sido promulgadas.
El objetivo principal del Estatuto de Roma, constitutivo de la Corte Penal Internacional, que fue adoptada el 17 de julio de 1998 y entró en vigencia el 1 de julio de 2002, es «poner fin a la impunidad de los autores de esos crímenes y a contribuir así a la prevención de nuevos crímenes».

## Top 5 de los países más impunes del mundo
El índice Global de Impunidad que periódicamente realiza la Universidad de las Américas Puebla de México a 59 países del globo, en 2019 lanzó los siguientes resultados.
- 1-  Brasil
- 2-  Perú
- 3-  México
- 4-  Venezuela
- 5-  Colombia

-Véase todos los datos a nivel mundial de 2020.